# Aeroportul Broken Hill
Aeroportul Broken Hill (IATA: BHQ, ICAO: YBHI) este un aeroport din Broken Hill⁠(d), Noul Wales de Sud, Australia ce deservește zona Broken Hill⁠(d). Aeroportul a fost tranzitat în 2022 de 53.505 pasageri. A fost numit după zona deservită.
Situat la o altitudine de 292 m, aeroportul dispune de o singură pistă.